# Gloria - Fight Center
Il Gloria - Fight Center è un team di arti marziali miste con sede a Roma, in Italia.
Fondato nel 2017 dall'artista marziale misto Alessio Di Chirico insieme ai colleghi Carlo Pedersoli Jr. e Micol Di Segni, è stato il punto di riferimento in Italia per la disciplina delle arti marziali miste (MMA).

## Storia
Il Gloria - Fight Center viene fondato nel 2017 grazie ad una collaborazione tra l'artista marziale misto Alessio Di Chirico, uscito dall'American Top Team e di ritorno in Italia, e l'imprenditore ed amico Riccardo Carfagna ex coproprietario dell’Hung Mun Studio. La squadra viene fondata a Roma, città natale di Di Chirico, dove è presente la prima ed unica sede.
Il capo allenatore della squadra è l'ex artista marziale misto Lorenzo Borgomeo, professionista per alcune promozioni internazionali quali Bellator MMA ed Xtreme Fighting Championships (XFC).
Il team si serve di professionisti e collaboratori che ricoprono il ruolo di allenatori in svariate discipline affini all'MMA, quali: Adriano Sperandio per il pugilato, Valerio Giordani per la lotta olimpica e Luca Anacoreta per il grappling. La preparazione atletica è affidata a Luca Vidau.

### Origine del nome
La parola "gloria", sostantivo femminile scelto per il nome del team, non è soltanto l'onore universalmente riconosciuto e tributato nei confronti di un valore assolutamente eccezionale, ma, come dichiarano i maggiori esponenti della squadra: «La gloria è la fama che si ottiene dopo aver compiuto azioni nobili e valorose, non al servizio di mire personali, come la ricerca del potere, ma per l'interesse della comunità. Il collettivo è l'unico capo, il lavoro è l'unico obiettivo, la gloria è l'unico risarcimento».

## Atleti di rilievo
- Alessio Di Chirico
- Carlo Pedersoli Jr.
- Micol Di Segni
- Mauro Cerilli - ex campione dei pesi massimi Cage Warriors
- Valeriu Mircea